# Episodi di Grantchester (sesta stagione)
La sesta stagione della serie televisiva Grantchester è composta da otto episodi.
| nº | Titolo originale | Titolo italiano | Prima TV Regno Unito | Prima TV Italia |
| -- | ---------------- | --------------- | -------------------- | --------------- |
| 1  | Episode 1        | Episodio 1      | 3 settembre 2021     | 6 gennaio 2022  |
| 2  | Episode 2        | Episodio 2      | 10 settembre 2021    | 6 gennaio 2022  |
| 3  | Episode 3        | Episodio 3      | 17 settembre 2021    | 13 gennaio 2022 |
| 4  | Episode 4        | Episodio 4      | 24 settembre 2021    | 13 gennaio 2022 |
| 5  | Episode 5        | Episodio 5      | 1º ottobre 2021      | 20 gennaio 2022 |
| 6  | Episode 6        | Episodio 6      | 8 ottobre 2021       | 20 gennaio 2022 |
| 7  | Episode 7        | Episodio 7      | 15 ottobre 2021      | 27 gennaio 2022 |
| 8  | Episode 8        | Episodio 8      | 22 ottobre 2021      | 27 gennaio 2022 |